# ریکیلاگاسکادا
ریکیلاگاسکادا (به لاتین: Rikillagaskada) یک منطقهٔ مسکونی در سری‌لانکا است که در استان مرکزی (سری‌لانکا) واقع شده‌است.